# Filolaos
Filolaos (470 – 399 př. n. l.) byl řecký antický filozof. Byl pravděpodobně prvním pythagorovcem, který psal pro veřejnost. Napsal spis Peri fyseos (O přírodě), který podle antické tradice využil Platón při psaní svého kosmologického dialogu Timaios. Nejoriginálnější byl Filolaos (resp. pythagorejská škola) v kosmologii. Za střed vesmíru považoval Centrální Oheň, kolem kterého se pohybuje sféra hvězd, Země, Měsíc, Slunce a ostatní oběžnice (planety). Podle Aristotela mezi planety zahrnoval i nepozorovatelnou Protizemi (Antichthon). Vyslovil i myšlenku, že se Země otáčí kolem své osy.
Podle Filolaa byl pojmenován impaktní kráter Philolaus na přivrácené straně Měsíce.